# Modenka
Modenka, též modenský slepičák, podle německého vzorníku německý modeňák je nejmenší plemeno slepičáků. I mezi ostatními plemeny holubů patří k těm menším, nedosahuje větší hmotnosti než 400 g. Modenka má zaoblené tělo s širokou a klenutou hrudí, záda jsou široká, krátká a mírně prohnutá a ocas je nesen pod úhlem 45°. Krk je středně dlouhý a nohy rovné a vyšší. Modenky se chovají ve značném množství barevných a kresebných rázů. V seznamu plemen EE má číslo 0206.

## Historie
První přesnější popis o slepičácích obecně sepsal v 17. století Ulyssis Aldrovandi a v tomto spise konstatoval, že původ slepičáků je v Indii, odkud se rozšířil do Evropy. Také zde uváděl, že nejstarším slepičákem je barmský slepičák . První modenky byly přivezeny do Německa v roce 1870 a to z Itálie. Velký rozmach zažilo plemene v roce 1878, kdy se do Německa dovezlo přes padesát párů . První chovatelský klub, byl založen v Německu roku 1912 a vystupoval pod názvem Klub chovatelů modenů. Největší úspěch ale měly modenky v Anglii, kde se výstavy v Crystal Palace v roce 1927 zúčastnilo 567 modenů .

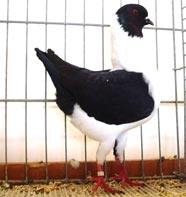

### Modenka v Česku
Mezi první české autory, kteří ve svých knihách modeny vůbec zmínili, patří Antonín Jeřábek, který v knize Chov holubů pro užitek i sport z roku 1910 přidal obrázek modenky, avšak bez popisu . Krátkou zmínku je možné nalézt v časopise Český rolník z roku 1915 v článku Slepičák . Mimo to ale není modenka příliš známým holubem, v Česku se chová vzácně.

## Vzhled

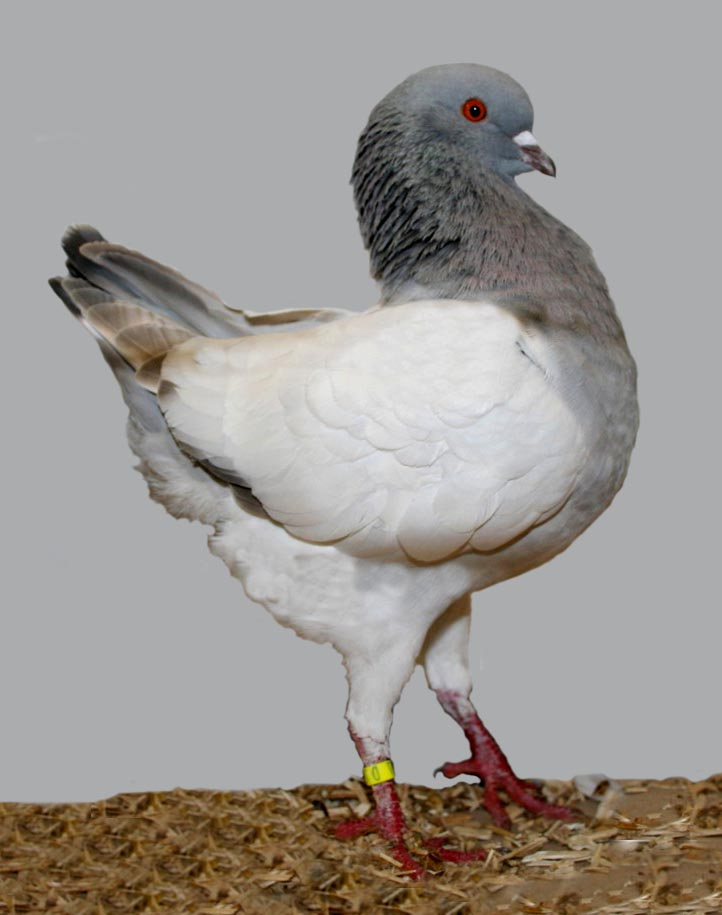

Modenka má postavu charakteristickou pro všechny slepičáky; má hruď zvětšenou tak, že připomíná slepici, tělo je malé a hřbet je krátký. Hlava je kulatá, rovnoměrně klenutá, s hladkým ale ne nízkým čelem. Oči oranžovo-červené, kulaté a malé. Zobák je střední délky, poměrně silný. Ozobí je většinou světlé a samotná barva zobáku se odvíjí od zbarvení ptáka. Hruď je široká, dobře zaoblená a s břichem by měla tvořit neporušené kolo. Hřbet je krátký, nesvažuje je dolů a v ramenou je široký. Křídla krátká, nedosahují až k ocasu. Ocas nesený vysoko, krátký a úzký. Nohy jsou neopeřené, se silnými stehny.

### Zbarvení
Modenky jsou velmi pestře zbarvené, mohou mít až 200 barevných rázů a kombinací . Základní a nejčastější jsou tři rázy:
Gazzi: Základní barva je bílá a pokrývá celé tělo krom hlavy, horního hrdla, křídel a ocasu, které jsou stejně zbarvené, nejčastěji černě. Zadní část hlavy a krku je bílá. Vzor na hlavě má symetrický tvar. Barvy a kombinace: černá, modrá bez mříží, stříbrná, světle hnědá, měďnatá, červená, žlutá, Isabel... Tyto barvy by měly být bohaté a lesklé. Bílé skvrny na křídlech jsou tolerovány.
Schietti; Jednolitá barva, nejčastěji černá, bílá, modrá, stříbrná, světle hnědá, měďnatá, červená, žlutá nebo Isabel. Povolené jsou také černé, bílo-hnědé, červené nebo žluté pruhy.
Magnani: Základní barvou je tmavě modrá, stříbrně šedá, hnědá, tmavě modrá nebo černá. Ocas a křídla jsou různobarevné a nemusejí být zbarveny stejně.

## Chov
Modenky jsou velmi atraktivní, snadno se udržují a jsou méně problematická než anglický king . Nejsou příliš hlasité a hodí se i pro začátečníky. Hodí se pro chov ve voliérách nebo holubnících, které nemusí být příliš velké, protože modenky létají jen málo a většinou se drží při zemi. Krmí se klasickou krmnou směsí. Nejsou agresivní, proto je vhodné chovat je s více druhy holubů. O mláďata se starají a jen málokdy je nutné shánět náhradní chůvu.